# جاده سنگ‌فرش سیاه‌کوه
جاده سنگ‌فرش سیاه‌کوه مربوط به دوره صفوی است و در شهرستان گرمسار، دشت کویر نمک، منطقهٔ سیاه‌کوه واقع شده و این اثر در تاریخ ۲۵ اسفند ۱۳۸۰ با شمارهٔ ثبت ۵۶۵۳ به‌عنوان یکی از آثار ملی ایران به ثبت رسیده است.
این جاده به دستور شاه عباس از دریاچه نمک تا دامغان ساخته‌شد، و از کاروانسراهای مرنجاب و سیاه‌کوه می‌گذشت. ده فرسنگ از این راه را از میان لجنزارها و شورابه‌های لغزندهٔ کویری با سنگ، زغال چوب و ساروج پی‌ریزی کردند. در کتاب عالم آرای عباسی هزینه‌های نقدی این راه ده‌هزار تومان برآورد شده‌است.